# 송천 (강원)
송천(松川)은 강원특별자치도 평창군, 강릉시, 정선군의 내륙 산간지역을 흐르는 하천이다. 강원특별자치도 정선군 북면 유천리 송천(松川)마을 앞을 흐르는 하천이라 하여 붙여진 이름이다. 한강의 2번째강인 임계천(골지천)과 아우라지에서 합류하여 조양강을 이룬다.
길이 81.40km, 유역면적 352.06km2이다. 오대산국립공원에 딸린 황병산(黃柄山:1,407 m)과 매봉(1,173 m) 사이에서 발원하여 남쪽으로 흐르다가 평창군 대관령면 횡계리(橫溪里)에 이르러, 동·서 양쪽에서 흘러온 두 물줄기를 합친 다음, 다시 남쪽으로 흐른다.

## 같이 보기
- 아우라지
- 조양강
- 골지천
- 임계천
- 한강